# Robert Francis Hennessey
Robert Francis Hennessey (nacido el 20 de abril de 1952) es un prelado estadounidense de la Iglesia católica. El 12 de octubre de 2006 fue nombrado obispo auxiliar de la Arquidiócesis de Boston en Massachusetts.

## Biografía
Robert Hennessey nació en el sur de Boston, Massachusetts, hijo de John y Eileen (de soltera Cahill) Hennessey. Su padre era policía en el Departamento de Policía de Boston.  El segundo de cinco hijos, tiene dos hermanos, John y Daniel, y dos hermanas, Deborah y Barbara. Hennessey asistió a St. Augustine Grammar School en el sur de Boston, luego fue aceptado para el séptimo grado en Boston Latin School.  Hennessey luego pasó los siguientes ocho años en el Seminario St. John en el sur de Boston. Fue ordenado diácono en 1977.

### Sacerdocio
Hennessey fue ordenado sacerdote por el Cardenal Humberto Medeiros el 20 de mayo de 1978 para la Arquidiócesis de Boston.  Después de su ordenación, fue asignado como vicario parroquial en la parroquia St. Joseph en Hanson, Massachusetts. La siguiente asignación de Hennessey fue como vicario parroquial en St. Peter Parish en Plymouth, Massachusetts. En 1983, fue asignado a la parroquia St. Joseph en Needham, Massachusetts, donde permaneció durante tres años.  Luego ingresó a un programa de estudios de posgrado en el Seminario Moreau de la Universidad de Notre Dame.
Hennessey pasó los siguientes seis años sirviendo en la Sociedad Misionera de Santiago Apóstol en Bolivia. Después de su regreso a Boston en 1994, Hennessey se convirtió en párroco de Most Holy Redeemer Paris en East Boston, Massachusetts, y sirvió allí durante los siguientes 12 años.  En 1995, también asumió la responsabilidad como administrador de la Capilla de Nuestra Señora de las Vías Aéreas en el Aeropuerto Internacional Logan hasta 1998.

### Obispo auxiliar de Boston
El 12 de octubre de 2006, Hennessey fue nombrado obispo auxiliar de la Arquidiócesis de Boston y obispo titular de Tigias.  Recibió su consagración episcopal el 12 de diciembre de 2006 de manos del arzobispo Seán O'Malley, con los obispos John Boles y Emilio Allué como co-consagradores.  Su lema episcopal es "Magníficat Anima Mea Dominum" Lucas 1 : 46-55, lo que significa, "Mi alma engrandece al Señor".
Hennessey ocupó por primera vez el cargo de vicario episcopal de la Región Pastoral Central de la arquidiócesis, pero fue transferido el 23 de enero de 2014 a la Región de Merrimack.